# 42nd Street / Fifth Avenue – Bryant Park (métro de New York)
42nd Street / Fifth Avenue – Bryant Park est une station souterraine du métro de New York.

## Situation
La station est située dans le quartier de Midtown et sous le Bryant Park à Manhattan. Elle est située sur deux lignes principales (au sens de tronçon du réseau), l'IND Sixth Avenue Line (métros bleus) issue du réseau de l'ancien Independent Subway System (IND) et l'IRT Flushing Line issue de l'ancienne Interborough Rapid Transit Company (IRT). Sur la base des chiffres 2012, la station était la 18e plus fréquentée du réseau sur un total de 421.
Au total, cinq services y circulent :
- les métros 7, D et F y transitent 24/7 ;
- les métros B et M s'y arrêtent en semaine ;
- la desserte express <7> y circule en semaine pendant les heures de pointe dans la direction la plus encombrée.

## Historique
La station 42nd Street / Fifth Avenue – Bryant Park est ouverte le 22 mars 1926, lors du prolongement ouest de la ligne IRT Flushing à partir de la station Grand Central. Cette station a servi de terminus ouest de la ligne jusqu'à l"ouverture de la station de Times Square le 14 mars 1927.
Comme toutes les stations de la Flushing Line, à l'exception de la station Queensboro Plaza, les quais de la station 42nd Street / Fifth Avenue – Bryant Park ont été agrandis en 1955–1956 pour accueillir des rames de 11 voitures.